# Klocikivka, Hluhiv
Klocikivka (în ucraineană Клочківка) este un sat în comuna Horile din raionul Hluhiv, regiunea Sumî, Ucraina.

## Demografie
Componența lingvistică a localității Klocikivka
     Ucraineană (98,91%)
     Rusă (1,09%)
Conform recensământului din 2001, majoritatea populației localității Klocikivka era vorbitoare de ucraineană (98,91%), existând în minoritate și vorbitori de rusă (1,09%).